# Kim Seog-yeong
Kim Seog-yeong (kor. 김석영) – południowokoreański zapaśnik walczący w stylu wolnym. Olimpijczyk z Londynu 1948, gdzie zajął szóste miejsce w kategorii do 67 kg.

## Letnie Igrzyska Olimpijskie 1948
| Konkurencja      | Rundy eliminacyjne           | Rundy eliminacyjne   | Rundy eliminacyjne    | Rundy eliminacyjne        | Klas. końcowa |
| Konkurencja      | Przeciwnik I                 | Przeciwnik II        | Przeciwnik III        | Przeciwnik IV             | Miejsce       |
| ---------------- | ---------------------------- | -------------------- | --------------------- | ------------------------- | ------------- |
| 67 kg styl wolny | Bechara Abou Rejaile (LIB) Z | Ali Ghaffari (IRI) P | Muhammad Musa (EGY) Z | Garibaldo Nizzola (ITA) P | 6.            |